# Naria (upazila)
Naria (en bengali : নড়িয়া) est une upazila du Bangladesh dans le district de Shariatpur. En 2011, on y dénombrait 231 644 habitants.